# Ronaldinho
Ronaldo de Assis Moreira (sinh ngày 21 tháng 3 năm 1980 tại Porto Alegre, Brasil), thường được biết đến với cái tên Ronaldinho Gaúcho hay đơn giản là Ronaldinho (phát âm tiếng Bồ Đào Nha: [ʁonawˈdʒiɲu]), là một cựu cầu thủ bóng đá chuyên nghiệp người Brasil chơi ở vị trí tiền vệ công và tiền đạo cánh. Được coi là một trong những cầu thủ xuất sắc nhất trong thế hệ của mình và được nhiều người coi là một trong những cầu thủ vĩ đại nhất mọi thời đại, Ronaldinho đã giành được 2 giải Cầu thủ xuất sắc nhất năm của FIFA và 1 Quả bóng vàng. Là một biểu tượng toàn cầu, anh nổi tiếng với kỹ thuật, sự sáng tạo, khả năng rê dắt và độ chính xác từ những cú sút phạt, cũng như sử dụng kỹ năng, những cú sút xa, những đường chuyền không cần nhìn và những pha ngả người móc bóng. Năm 2004, anh được Pelé điền tên vào danh sách FIFA 100 những cầu thủ còn sống vĩ đại nhất thế giới.
Ronaldinho chơi bóng cho Grêmio vào năm 1998 trước khi chuyển sang Paris Saint-Germain 3 năm sau, và sau đó là FC Barcelona vào 2003, trong mùa giải thứ 2 tại đây Ronaldinho đạt danh hiệu Cầu thủ xuất sắc nhất năm của FIFA khi giúp Barcelona giành chức vô địch La Liga 2004–05. Mùa giải sau đó được coi là một trong những mùa giải hay nhất trong sự nghiệp của anh khi giúp Barcelona giành chức vô địch UEFA Champions League 2005–06 đầu tiên sau 14 năm và danh hiệu La Liga thứ 2, mang lại cho Ronaldinho cú đúp danh hiệu cá nhân đầu tiên trong sự nghiệp, anh nhận giải Quả bóng vàng châu Âu 2005 và Cầu thủ xuất sắc nhất FIFA thứ 2. Sau khi ghi 2 bàn thắng solo ngoạn mục trong trận El Clásico lượt đi mùa 2005–06, Ronaldinho trở thành cầu thủ thứ 2 của Barcelona sau Diego Maradona vào năm 1983 nhận được sự hoan nghênh nhiệt liệt từ người hâm mộ Real Madrid trên sân Santiago Bernabéu.
Sau khi về nhì tại La Liga trong mùa giải 2006–07 và mùa giải 2007–08 do chấn thương, Ronaldinho đã sa sút phong độ, không còn nhiều cống hiến và rời Barcelona để gia nhập AC Milan, nơi anh ấy đã vô địch Serie A 2010-11. Anh trở lại Brazil để chơi cho Flamengo vào năm 2011 và Atlético Mineiro một năm sau đó, nơi anh giành được Copa Libertadores 2013, trước khi chuyển đến Mexico để chơi cho Querétaro và sau đó trở lại Brazil để chơi cho Fluminense vào năm 2015 và giải nghệ vào 2018.
Trong sự nghiệp thi đấu quốc tế cùng Brazil, Ronaldinho đã có 97 lần khoác áo đội tuyển, ghi được 33 bàn thắng và tham dự 2 kỳ World Cup. Sau khi ra mắt cùng Seleção bằng chức vô địch Copa América 1999, anh là một phần không thể thiếu của đội hình vô địch World Cup 2002, cùng với Ronaldo và Rivaldo tạo nên bộ 3 tấn công 3R, và có mặt trong Đội hình All-Star của World Cup. Với tư cách là đội trưởng, anh dẫn dắt đội vô địch FIFA Confederations Cup 2005 và được trao giải cầu thủ xuất sắc nhất trận chung kết. Anh cũng là đội trưởng đội Olympic Brazil giành huy chương đồng bóng đá nam tại Thế vận hội Mùa hè 2008.

## Tiểu sử và đời tư

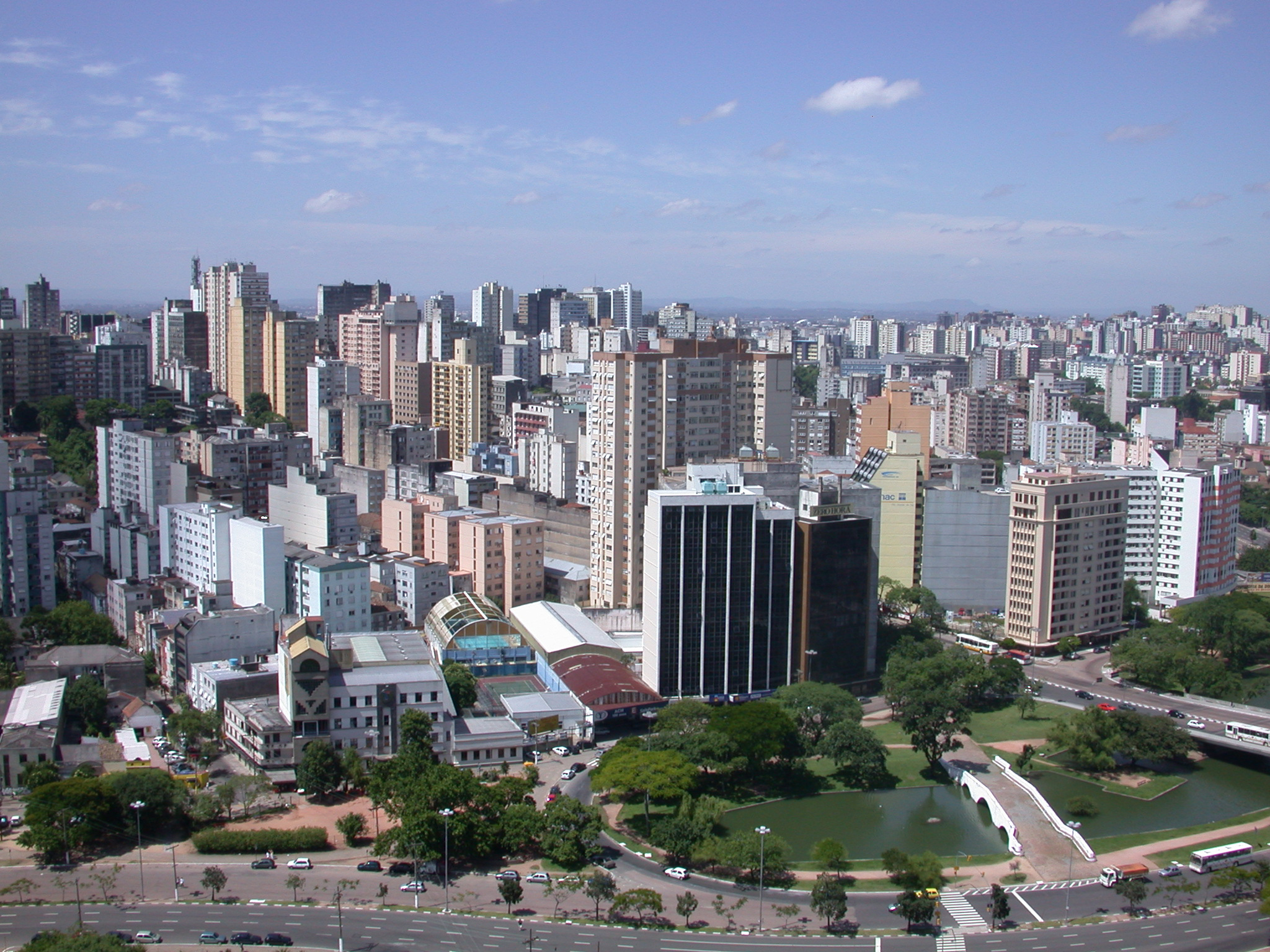
Porto Alegre vào năm 1980, nơi Ronaldinho sinh ra

Ronaldinho sinh ra tại thành phố Porto Alegre, thủ phủ của Rio Grande do Sul - một bang của Brazil. Mẹ anh, bà Dona Miguelina, là một nhân viên bán hàng, trước đó đã từng học để trở thành một y tá. Cha anh, ông João, là một nhân viên nhà máy đóng tàu và là một cầu thủ bóng đá cho câu lạc bộ địa phương Esporte Clube Cruzeiro. Ông bị một cơn đau tim và qua đời khi Ronaldinho 8 tuổi. Sau khi anh trai của Ronaldinho, Roberto cũng là một cầu thủ bóng đá, ký hợp đồng với đội bóng Grêmio, gia đình anh chuyển đến Guarujá nhưng Roberto sớm phải chấm dứt sự nghiệp thi đấu bóng đá do chấn thương.
Tài năng của Ronaldinho bắt đầu được biết đến lúc nhỏ, và anh được đặt ra biệt danh Ronaldinho vì anh thường là cầu thủ trẻ nhất và nhỏ nhất trong những trận đấu ở câu lạc bộ dành cho thanh thiếu niên. Anh gây sự chú ý trên các phương tiện truyền thông ở tuổi mười ba khi anh ghi tất cả 23 bàn thắng trong một chiến thắng 23-0 với một đội bóng địa phương. Ronaldinho được coi là một ngôi sao đang lên ở Giải vô địch thế giới U-17 tại Ai Cập năm 1997, trong đó anh ghi 2 bàn thắng phạt đền.
Khi lớn lên, thần tượng của anh bao gồm các ngôi sao từng vô địch World Cup; Rivelino (1970), Diego Maradona (1986), Romário (1994), và 2 đồng đội tương lai là Ronaldo và Rivaldo (sẽ tạo thành bộ ba tấn công trong đội vô địch World Cup 2002 của Brazil). Ronaldinho làm cha lần đầu tiên vào ngày 25 tháng 2 năm 2005, sau khi vũ công Brazil Janaína Mendes đã sinh con trai của họ, cậu bé được đặt tên là João sau sự ra đi của người cha. Anh nhập quốc tịch Tây Ban Nha vào năm 2007. Vào tháng 3 năm 2018, Ronaldinho gia nhập Đảng Cộng hòa Brazil, đảng có liên kết với Nhà thờ phổ quát của Vương quốc Đức Chúa Trời.  Ronaldinho tán thành ứng cử viên tổng thống Jair Bolsonaro trong cuộc bầu cử tổng thống Brazil năm 2018.

## Sự nghiệp câu lạc bộ

### Grêmio
Ronaldinho chọn bắt đầu sự nghiệp của mình tại Grêmio. Hợp đồng chuyên nghiệp đầu tiên của anh được ký kết và năm 1997 Ronnie được chọn để tham gia Giải đấu vô địch U-17 thế giới.
Hai năm sau, Ronaldinho đã có tên trong danh sách của đội tuyển quốc gia Brazil. cùng với tài năng thiên bẩm sẵn có được kết hợp những kỹ thuật rèn luyện trước đó, một lần nữa Ronaldinho đã phải khiến các câu lạc bộ lớn ở châu Âu quan tâm đến mình, sau màn trình diễn hết sức xuất sắc trong FIFA Confederations Cup. Ronaldinho có mặt trong đội hình chính thức của câu lạc bộ Grêmio được 4 mùa giải, Tổng cộng Ronnie ra sân được 52 trận và có cho mình được 21 bàn thắng. Bằng những kỹ năng vô cùng tuyệt vời của mình, anh đã giúp đội bóng lần đầu tiên trong lịch sử giành được chức vô địch quốc nội Brazil.
Năm 2001, Arsenal bày tỏ sự quan tâm đến Ronaldinho, nhưng bất thành sau khi anh không thể xin được giấy phép lao động vì không thuộc EU và không chơi đủ các trận đấu quốc tế. Anh cân nhắc việc thi đấu dưới dạng cho mượn với St Mirren của Scotland, điều chưa bao giờ xảy ra do dính líu đến vụ bê bối hộ chiếu giả ở Brazil

### Paris Saint-Germain
Năm 2001, khi hợp đồng giữa Ronnie và Grêmio đã đến thời gian hết hạn nhưng anh không muốn gia hạn với đội bóng. Lúc này một câu lạc bộ lớn đến từ Pháp đã bỏ ra hơn 5 triệu euro để có chữ ký của Ronnie, nhưng câu lạc bộ của Ronaldinho vẫn không hài lòng với mức giá đó. Sau nhiều lần thương lượng gay gắt giữa 2 câu lạc bộ, cuối cùng Paris Saint-Germain đã có được Ronaldinho. Khi đến Paris, Ronaldinho được trao chiếc áo số 21 và thi đấu cùng người đồng hương Aloísio, tiền vệ Jay-Jay Okocha và tiền đạo Nicolas Anelka.
Mùa giải 2001-02
Ronaldinho có trận ra mắt câu lạc bộ vào ngày 4 tháng 8 năm 2001, vào sân thay người trong trận hòa 1-1 với Auxerre. Ronaldinho đã dành phần lớn thời gian đầu mùa giải để luân phiên giữa vai trò dự bị và đá chính. Anh ghi bàn thắng đầu tiên cho câu lạc bộ vào ngày 13 tháng 10 trong trận hòa 2–2 trước Lyon, khi ghi bàn gỡ hòa trên chấm phạt đền ở phút 79 sau khi vào sân trước đó 10 phút. Sau khi trở lại sau kỳ nghỉ đông, Ronaldinho ghi bàn trong 4 trận liên tiếp để mở màn cho chiến dịch mới. Anh ghi những bàn thắng ấn tượng trước Monaco, Rennes, Lens và Lorient. Vào ngày 16 tháng 3 năm 2002, anh ghi một cú đúp trong chiến thắng 3-1 của PSG trước Troyes. Anh ấy đã ghi bàn thắng cuối cùng của mình trong mùa giải trong chiến thắng 2–0 trước Metz vào ngày 27 tháng 4
Ronaldinho góp công tại Coupe de la Ligue 2001–02 giúp PSG lọt vào bán kết, nơi họ bị loại bởi Bordeaux. Trong trận đấu ở vòng 16 với Guingamp, Ronaldinho đã ghi 2 bàn trong hiệp 2 sau khi vào sân thay người ở hiệp 1. Bất chấp thành công ban đầu của Ronaldinho với câu lạc bộ, mùa giải đã bị ảnh hưởng bởi cuộc tranh cãi với huấn luyện viên Luis Fernández, ông cho rằng Ronaldinho quá tập trung vào cuộc sống về đêm ở Paris hơn là bóng đá, và phàn nàn rằng kỳ nghỉ của anh ấy ở Brazil không bao giờ kết thúc theo lịch trình.

#### Mùa giải 2002-03
Bất chấp những rạn nứt liên tục với Fernández, Ronaldinho trở lại đội cho mùa giải 2002–03, khi anh chuyển sang khoác áo số 10. Mặc dù màn trình diễn của anh ấy trong mùa giải thứ 2 với câu lạc bộ kém hơn so với mùa giải đầu tiên, Ronaldinho đã có màn trình diễn đáng ngưỡng mộ. Vào ngày 26 tháng 10 năm 2002, anh ghi 2 bàn trong chiến thắng 3-1 trước Marseille. Bàn thắng đầu tiên là một quả đá phạt. Trong trận lượt về, anh một lần nữa ghi bàn trong chiến thắng 3–0 tại Stade Vélodrome.
Vào ngày 22 tháng 2 năm 2003, Ronaldinho ghi bàn thắng của mùa giải (do công chúng bầu chọn) vào lưới Guingamp - anh ấy đánh bại một đối thủ trước khi chơi một hai để đánh bại một đối thủ khác, sau đó tâng bóng qua một phần ba trước khi đánh bại một phần tư bằng một bước qua (thả vai, di chuyển sang phải nhưng sang trái) và dứt điểm bằng cách tâng bóng qua thủ môn
Ronaldinho cũng được ca ngợi về màn trình diễn ở Coupe de France khi ghi cả 2 bàn thắng trong chiến thắng 2–0 trước Bordeaux ở bán kết, đưa PSG vào chung kết. Sau khi ghi bàn thắng đầu tiên ở phút 22, Ronaldinho mở tỷ số trận đấu ở phút 81, đệm bóng chính xác ở cự ly 18m qua đầu thủ môn Ulrich Ramé, bất chấp Ramé đang ở vị trí thuận lợi. Đối với màn trình diễn của mình, Ronaldinho đã được các cổ động viên Paris hoan nghênh nhiệt liệt. Tuy nhiên, Ronaldinho và đồng đội đã không thể nắm bắt được phong độ đưa họ vào trận chung kết khi họ thua 2-1 trước Auxerre. Bất chấp những màn trình diễn của Ronaldinho, câu lạc bộ đã kết thúc ở vị trí thứ 11 đáng thất vọng. Sau đó, Ronaldinho tuyên bố anh ấy muốn rời câu lạc bộ sau khi đội không đủ điều kiện tham dự các giải đấu thuộc UEFA.

### Barcelona
Chủ tịch mới đắc cử của FC Barcelona, Joan Laporta tuyên bố "Tôi đã nói rằng chúng tôi sẽ dẫn dắt Barça dẫn đầu trong thế giới bóng đá, và để điều đó xảy ra, chúng tôi phải ký hợp đồng với 1 trong 3 cầu thủ này, David Beckham, Thierry Henry hoặc Ronaldinho". Henry ở lại Arsenal, và Laporta sau đó hứa sẽ đưa  Beckham đến câu lạc bộ, nhưng sau khi Beckham chuyển đến Real Madrid, Barcelona đã chạy đua để có Ronaldinho và trả giá cao hơn Manchester United để có chữ ký của Ronaldinho với hợp đồng trị giá 30 triệu euro

#### Mùa giải 2003–04
Ronaldinho có trận ra mắt Barcelona trong trận giao hữu với Juventus vào ngày 27 tháng 7, huấn luyện viên Frank Rijkaard nói sau trận đấu: "Anh ấy có một điều gì đó đặc biệt mỗi khi chạm bóng." Anh ghi bàn thắng đầu tiên ở La Liga vào ngày 3 tháng 9 năm 2003 trong trận đấu với Sevilla. Ronaldinho bị chấn thương trong nửa đầu mùa giải, và Barcelona tụt xuống vị trí thứ 12 vào giữa mùa. Ronaldinho trở lại sau chấn thương và ghi được 15 bàn thắng ở La Liga trong mùa giải 2003–04, giúp đội về nhì cuối mùa. Đường chuyền thành bàn của anh đã tạo nên bàn thắng ấn định chiến thắng cho Xavi trước Real Madrid vào ngày 25 tháng 4 năm 2004, chiến thắng đầu tiên của đội trên sân Bernabéu sau 7 năm, kết quả mà Xavi cho là khởi đầu cho "sự trỗi dậy của Barcelona."

#### Mùa giải 2004–05

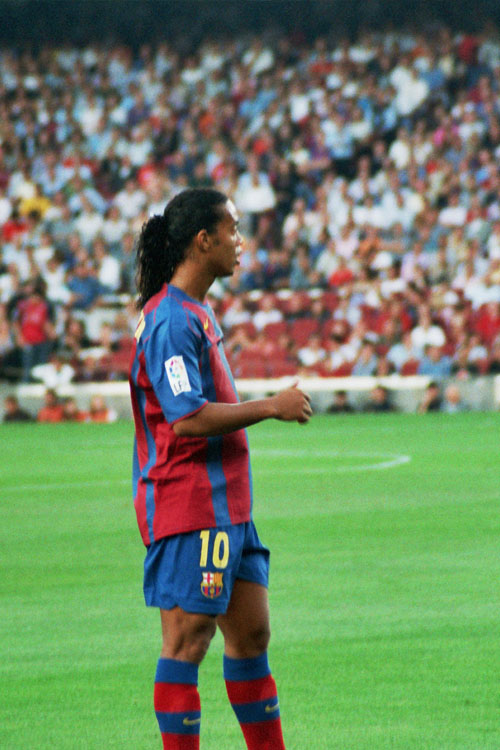
Ronaldinho chơi cho Barcelona năm 2004

Ronaldinho giành chức vô địch giải đấu đầu tiên vào mùa 2004–05 và được vinh danh là Cầu thủ xuất sắc nhất năm của FIFA vào ngày 20 tháng 12 năm 2004. Vào ngày 8 tháng 3 năm 2005, Barcelona bị Chelsea loại khỏi vòng 16 đội UEFA Champions League, thua 5–4 sau 2 lượt trận. Ronaldinho ghi cả hai bàn thắng trong trận thua 2-4 lượt về tại Stamford Bridge, ở bàn thứ 2 dù bị hàng phòng ngự Chelsea kèm chặt nhưng anh đứng im, lắc hông 3 nhịp trước khi dùng chân phải sút bóng thẳng vào khung thành Chelsea trong sự ngỡ ngàng của tất cả. Vào ngày 1 tháng 5 năm 2005, Ronaldinho thực hiện pha kiến tạo cho bàn thắng đầu tiên của Lionel Messi, thực hiện một đường chuyền vượt tuyến qua hàng thủ Albacete để Messi dứt điểm. Khi hợp đồng sẽ hết hạn vào năm 2008, Ronaldinho được đề nghị gia hạn đến năm 2014, điều đó có nghĩa là anh ấy sẽ thu về 85 triệu bảng trong 9 năm, nhưng anh đã từ chối. Vào tháng 9 năm 2005, anh đã ký gia hạn 2 năm có điều khoản giải phóng phí tối thiểu cho phép anh rời đi nếu một câu lạc bộ đưa ra lời đề nghị với Barcelona ít nhất 85 triệu bảng.

#### Mùa giải 2005–06
Cuối năm 2005, Ronaldinho bắt đầu tích lũy được hàng loạt giải thưởng cá nhân. Anh giành giải Cầu thủ xuất sắc nhất của FIFPro vào tháng 9 năm 2005, ngoài ra còn có tên trong FIFPro World XI 2005 và được vinh danh là Cầu thủ xuất sắc nhất châu Âu 2005. Cũng trong năm đó, Ronaldinho được bầu chọn là Cầu thủ xuất sắc nhất năm của FIFA năm thứ 2 liên tiếp. Anh trở thành cầu thủ thứ ba giành được giải thưởng này nhiều hơn một lần, sau Ronaldo và Zinédine Zidane. Ronaldinho cũng giành được Quả bóng vàng danh giá lần đầu tiên trong sự nghiệp.

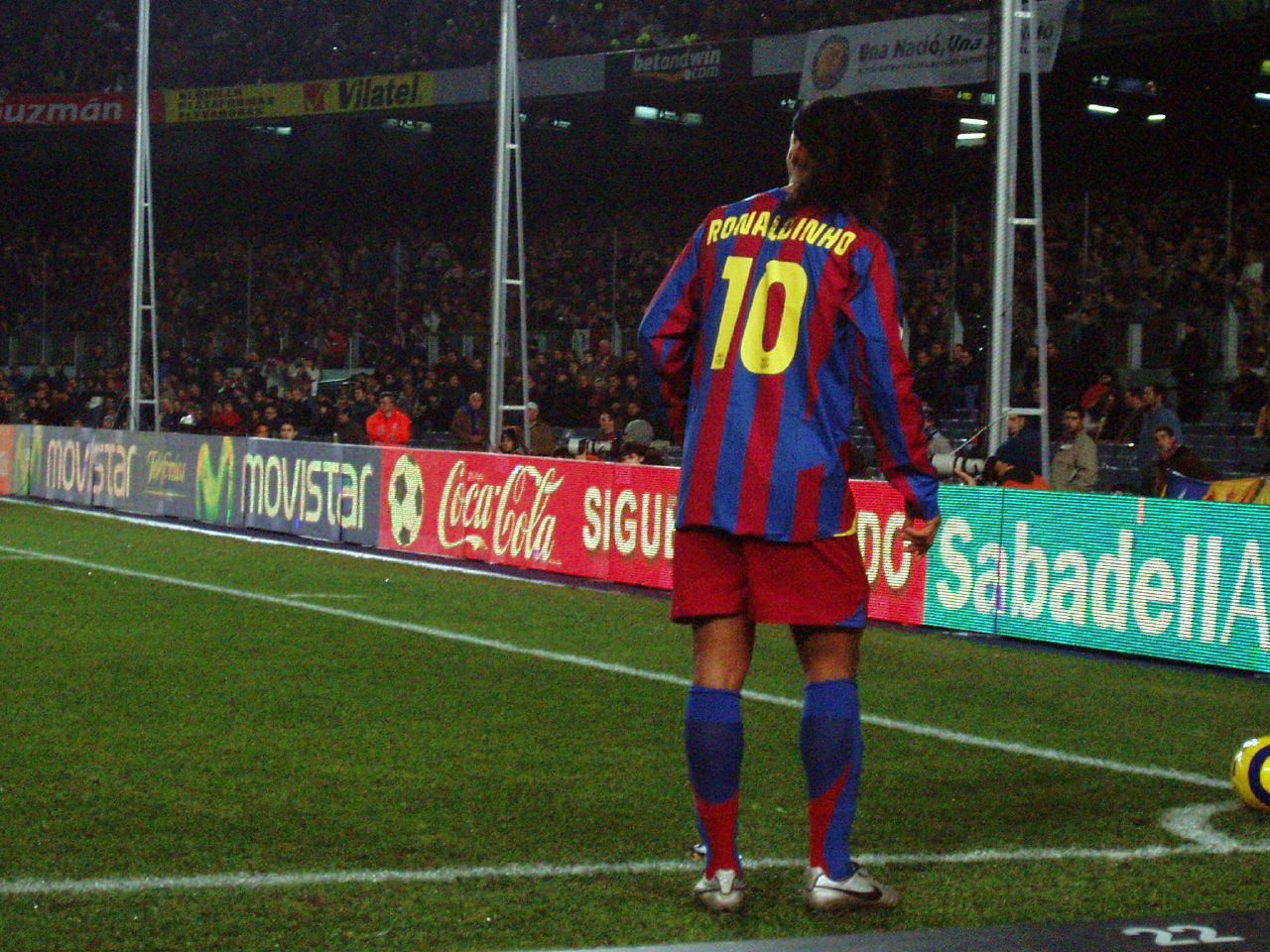
Ronaldinho chơi cho Barcelona năm 2005

Ngày 19 tháng 11 năm 2005,  Ronaldinho ghi cú đúp trong chiến thắng 3-0 trước Real Madrid lượt đi, sau khi anh ghi bàn thứ 2, khán giả sân Bernabéu đứng dậy vỗ tay hoan hô siêu sao Brazil, một vinh dự mà chỉ Johan Cruyff của năm 1974 và Diego Maradona của 1983 từng có. Ronaldinho sau đó tiết lộ, "Tôi sẽ không bao giờ quên điều này bởi vì rất hiếm cầu thủ bóng đá nào được các cổ động viên đối thủ vỗ tay theo cách này."
Tại Champions League mùa giải 2005–06, Ronaldinho cũng thể hiện một phong độ tuyệt vời khi có 5 bàn tại vòng bảng trong đó có một cú hat-trick vào lưới Udinese. Ronnie có 2 bàn tại vòng knock-out vào lưới Chelsea và Benfica trận lượt về. Ngoài ra anh còn thể hiện phong độ xuất sắc của mình khi khiến hàng thủ của của AC Milan chao đảo, vượt qua hết các cầu thủ án ngữ hàng phòng ngự Milan và có một kiến tạo giúp Ludovic Giuly ghi bàn thắng duy nhất trận bán kết lượt đi góp phần vào cơ hội để Barca vào chung kết. Ronaldinho có chức vô địch Champions League đầu tiên trong sự nghiệp khi cùng Barcelona lội ngược dòng cảm xúc 2-1 trước Arsenal.
Ronaldinho lập cú đúp danh hiệu La Liga cùng chức vô địch Champions League mùa giải năm đó.  Ronaldinho kết thúc mùa giải với 26 bàn thắng, bao gồm 17 bàn ở La Liga và 7 bàn ở Champions League, và được chọn vào Đội hình xuất sắc nhất năm của UEFA lần thứ 3 liên tiếp và được vinh danh là Cầu thủ xuất sắc nhất UEFA 2005–06. Anh có trong danh sách đề cử cho giải The Laureus World Sportsman of the Year và góp mặt trong FIFA World XI.

#### Mùa giải 2006–07

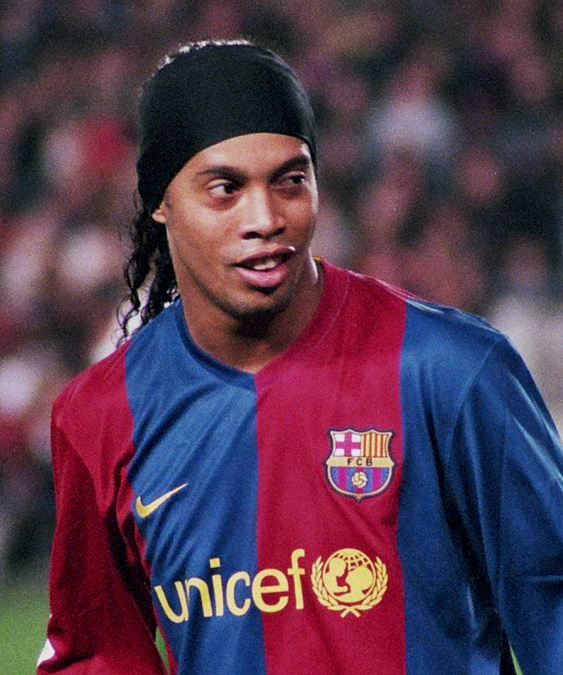
Ronaldinho năm 2007

Ronaldinho ghi bàn thứ 50 trước Villarreal vào ngày 25 tháng 11 năm 2006, anh ghi thêm 1 bàn theo phong cách ngả bàn đèn cũng trước họ. Anh ấy ghi một bàn và kiến tạo hai bàn khác trong chiến thắng 4–0  của Barcelona trước Club América của Mexico tại FIFA Club World Cup vào ngày 14 tháng 12 tại Yokohama, Nhật Bản, nhưng Barcelona thua câu lạc bộ Brazil Internacional 1–0 trong trận chung kết. Ronaldinho là người nhận giải Quả bóng đồng tại giải đấu
Ngày hôm sau, Ronaldinho đứng thứ 3 trong cuộc bầu chọn Cầu thủ xuất sắc nhất FIFA năm 2006, sau đội trưởng vô địch World Cup 2006 Fabio Cannavaro và Zidane. Vào tháng 3 năm 2007, đương kim vô địch Barcelona dừng bước ở vòng 16 đội trước Liverpool tại Champions League. Ronaldinho đã phải bỏ lỡ trận đấu từ thiện vào ngày 13 tháng 3 do chấn thương đã gặp phải vài ngày trước đó trong trận hòa 3–3 với Real Madrid. Mặc dù Ronaldinho ghi được 21 bàn, nhưng đội bóng để mất chức vô địch vào tay Real với thành tích đối đầu kém hơn dù cả 2 đều bằng điểm.

#### Mùa giải 2007–08

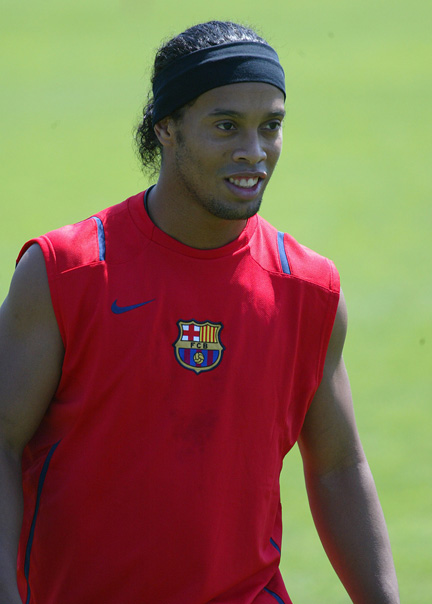
Ronaldinho tươi cười trong buổi tập cùng đội bóng

Ronaldinho chơi trận thứ 200 cho Barcelona với Osasuna vào ngày 3 tháng 2 năm 2008. Tuy nhiên, mùa 2007–08 của Ronaldinho đã bị cản trở bởi chấn thương, và một vết rách cơ ở chân phải vào ngày 3 tháng 4 đã sớm kết thúc mùa giải của anh. Từng là người mẫu chuyên nghiệp và cống hiến hết mình cho việc tập luyện trong 3 mùa giải đầu tiên cực kỳ thành công tại Barcelona, lối sống tiệc tùng và thiếu tập luyện của Ronaldinho khiến thể chất giảm sút, nhiều người tin rằng anh ấy đã qua thời kỳ đỉnh cao. Vào ngày 19 tháng 5 năm 2008, chủ tịch Joan Laporta nói rằng Ronaldinho cần một "thử thách mới" và tuyên bố anh ta cần một câu lạc bộ mới nếu muốn hồi sinh sự nghiệp.
Ronaldinho ghi bàn thắng cuối cùng cho Barca trong trận đấu gặp Atlético Madrid với cú móc bóng tuyệt đẹp vào lưới đội bạn. Để chuẩn bị cho Cúp Joan Gamper  2010, Ronaldinho đã gửi một bức thư ngỏ tới người hâm mộ và các cầu thủ của Barcelona, nói rằng những năm tháng đẹp nhất của anh ấy là năm anh ấy đã trải qua ở câu lạc bộ Catalan. Đó là một khoảnh khắc đáng buồn đối với anh ấy và sau đó anh ấy nói trong một cuộc phỏng vấn rằng anh ấy hối tiếc vì đã rời đi mà không chơi đủ lâu với Messi.

### AC Milan
Vào tháng 7 năm 2008, Ronaldinho từ chối lời đề nghị trị giá 25,5 triệu bảng từ Manchester City, với mức lương dự kiến là 200.000 bảng mỗi tuần để gia nhập AC Milan với bản hợp đồng trị giá khoảng 18,5 triệu euro. Vì số 10 thuộc về Clarence Seedorf, anh chọn số 80 làm số áo của mình.

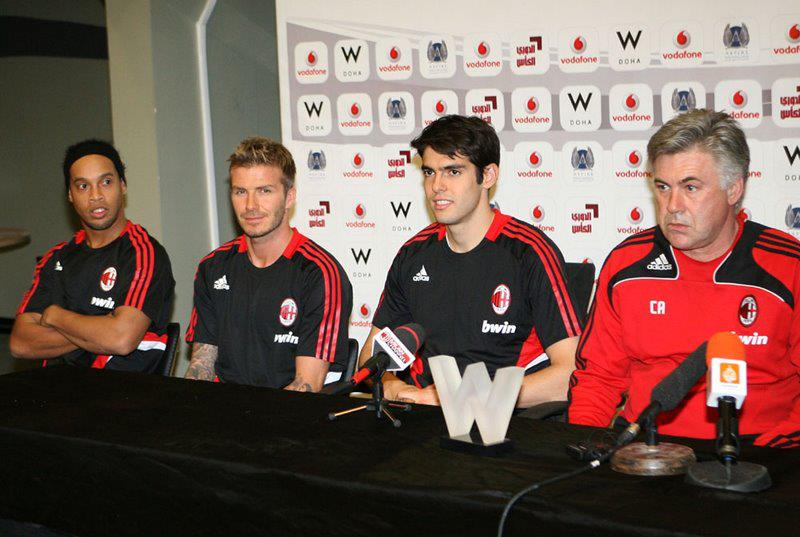
Ronaldinho, David Beckham, Kaká và huấn luyện viên Carlo Ancelotti năm 2009

#### Mùa giải 2008–09
Ronaldinho ghi bàn thắng đầu tiên cho Milan trong chiến thắng 1–0 trước Inter vào ngày 28 tháng 9. Ronaldinho ghi cú đúp đầu tiên trong chiến thắng 3–0 trước Sampdoria vào ngày 19 tháng 10. Anh ghi bàn thắng ở phút 93 trong trận đấu với Braga ở vòng bảng UEFA Cup vào ngày 6 tháng 11. Ronaldinho kết thúc mùa với 10 bàn thắng sau 32 lần ra sân trên mọi đấu trường. Sau khởi đầu mùa giải tốt, Ronaldinho gặp khó khăn về thể lực và thường xuyên được tung vào sân từ băng ghế dự bị để kết thúc mùa giải đầu tiên đáng thất vọng cho Milan, huấn luyện viên Carlo Ancelotti trong mùa giải đầu tiên ở Ý nhận xét: "Sự sa sút của Ronaldinho không có gì đáng ngạc nhiên. Tình trạng thể chất của anh ta luôn rất phập phù dù tài năng là điều không thể bàn cãi."

#### Mùa giải 2009–10

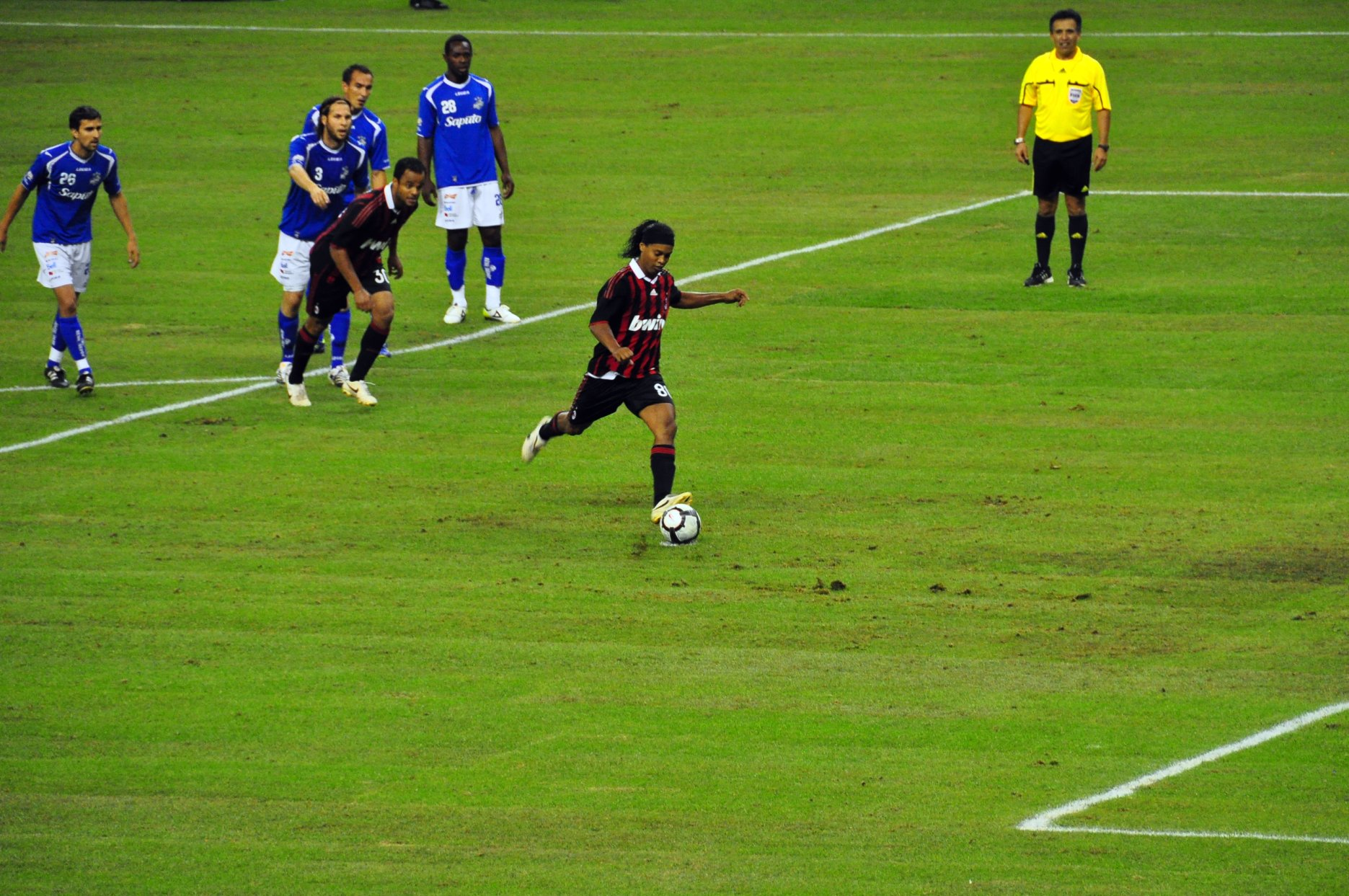
Ronaldinho trên chấm luân lưu trong trận giao hữu gặp Montréal năm 2010.

Mùa giải thứ 2 của Ronaldinho đã không khởi đầu với phong độ cao, nhưng anh đã sớm tìm lại phong độ và là cầu thủ xuất sắc nhất mùa giải. Huấn luyện viên mới được bổ nhiệm Leonardo đã thay đổi vai trò từ tiền vệ tấn công trung tâm sang bên trái của hàng tiền vệ, với Alexandre Pato ở bên phải, trong sơ đồ tấn công 4–3–3.
Vào ngày 10 tháng 1 năm 2010, Ronaldinho ghi 2 bàn vào lưới Juventus trên sân khách, ấn định chiến thắng 3–0 cho Rossoneri. Trong trận tiếp theo gặp Siena vào ngày 17 tháng 1, Ronaldinho ghi hat-trick đầu tiên cho Milan khi anh thực hiện một quả phạt đền, ghi bàn bằng đầu từ một quả phạt góc và kết thúc bằng một cú sút vào góc cao bên phải từ cự ly hơn 18m. Vào ngày 16 tháng 2, Ronaldinho cùng AC Milan đối đầu với Manchester United trong khuôn khổ lượt đi vòng 1/8 UEFA Champions League năm 2010 tại San Siro, anh ghi bàn thắng sớm cho Rossoneri nhưng Milan vẫn để thua với tỉ số 2-3 và cũng sớm bị loại tại giải đấu sau khi thua tiếp trận lượt về với tỉ số 0-4.

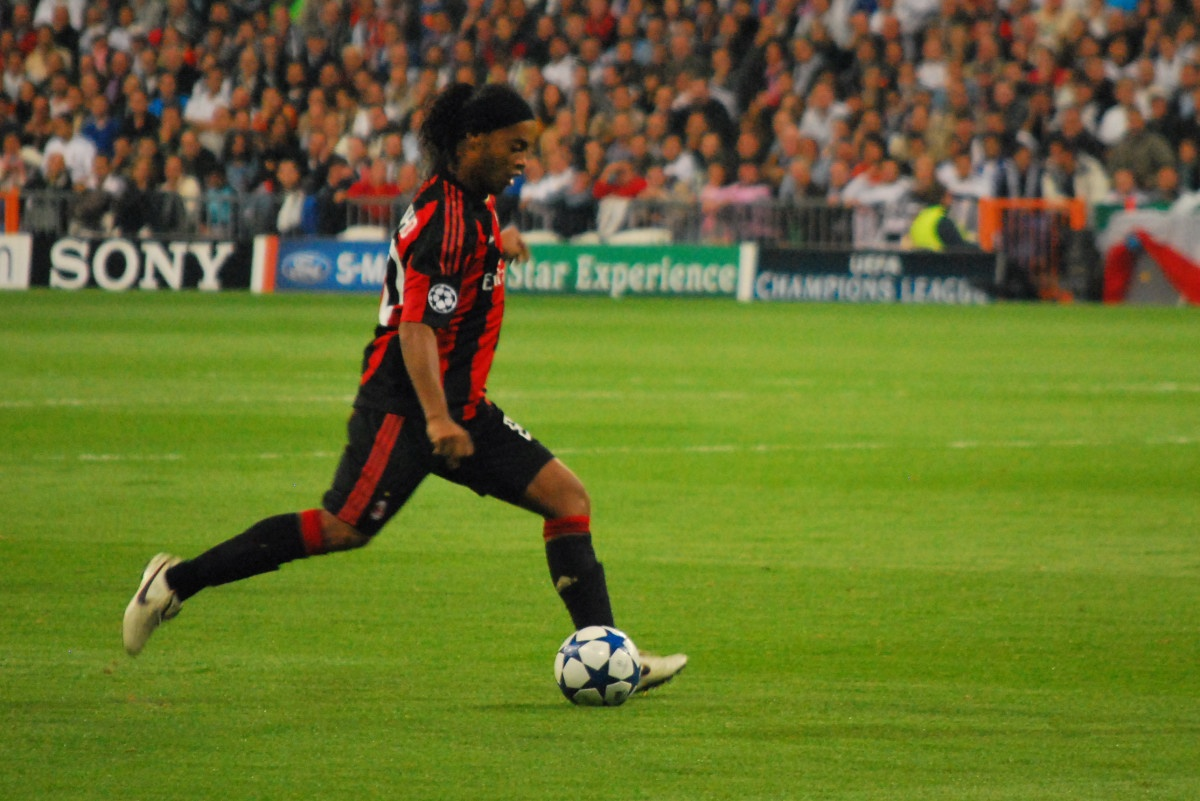
Ronaldinho thi đấu cho Milan trong trận gặp Real Madrid tại UEFA Champions League 2010–11.

Ronaldinho kết thúc mùa giải với tư cách là vua kiến tạo của Serie A. Tuy nhiên, anh đã bỏ lỡ 3 quả phạt đền ở giải quốc nội và 1 lần đá hỏng ở mùa giải trước. Ronaldinho kết thúc mùa giải Serie A ghi 2 bàn vào lưới Juventus; Luca Antonini đã mở tỷ số và Milan tiếp tục giành chiến thắng 3–0 trong trận đấu cuối cùng của Leonardo.

#### Mùa giải 2010–11
Trong nửa đầu mùa giải, Ronaldinho là một phần trong tam tấu cùng 2 bản hợp đồng mới Zlatan Ibrahimović và Robinho. Trước kỳ nghỉ đông, anh ra sân 16 lần, ghi 1 bàn và thực hiện một số pha kiến tạo. Mặc dù rời câu lạc bộ sau nửa mùa giải, anh vẫn đủ điều kiện để giành được huy chương vô địch Serie A 2010-11 khi Milan vô địch cuối mùa.
Sau 95 trận đấu trong màu áo đỏ đen thành Milan, Ronaldinho có 26 bàn thắng cùng 21 đường kiến tạo và giành một chức vô địch Scudetto, dù không có đóng góp nhiều và AC Milan cũng sa sút phong độ trong giai đoạn anh thi đấu nhưng Ronnie vẫn là một trong những huyền thoại tại AC Milan.

### Flamengo
Nhiều nguồn tin cho biết Ronaldinho sẽ quay về quê hương khoác áo Grêmio đến 2014. Trước đó Ronaldinho thương lượng với Palmeiras và một số đội bóng khác tại xứ sở Samba cũng như ở châu Âu. Anh được hơn 20.000 người hâm mộ chào đón trong buổi ra mắt tại câu lạc bộ mới vào ngày 13 tháng 1 năm 2011.

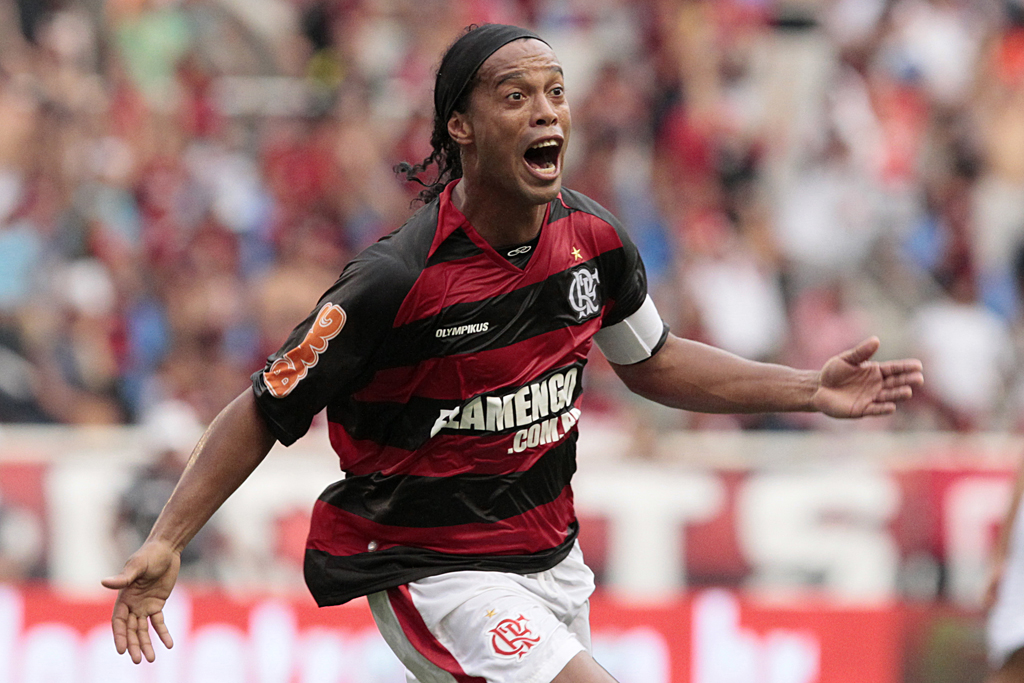
Ronaldinho chơi cho Flamengo năm 2011

Ronaldinho ghi bàn thắng đầu tiên cho Flamengo trong chiến thắng 3–2 trước Boavista vào ngày 6 tháng 2 năm 2011. Vào ngày 27 tháng 2, anh đã thực hiện cú đá phạt trực tiếp trong hiệp 2 để Flamengo đánh bại Boavista với tỷ số 1–0 và giành chiếc cúp đầu tiên Taça Guanabara. Ronaldinho nâng cao chiếc cúp đầu tiên với Flamengo sau khi tung cú sút bằng chân phải qua hàng rào ở phút 71 tại sân Engenhão. Bàn thắng đã mang lại cho Flamengo danh hiệu Taça Guanabara thứ 19, cùng danh hiệu Campeonato Carioca 2 tháng sau đó, và chức vô địch Taça Rio. Vào ngày 27 tháng 7 năm 2011, Ronaldinho ghi hat-trick trong chiến thắng 5–4 trên sân khách trước Santos, sau khi bị dẫn 3–0 trong 30 phút đầu . Vào ngày 31 tháng 5 năm 2012, Ronaldinho quyết định kết thúc "mối lương duyên" với Flamengo vì cho rằng đội bóng quỵt của anh số tiền lên tới 16 triệu euro bao gồm tiền lương, thưởng và bản quyền hình ảnh.

### Atlético Mineiro
Ronaldinho chuyển đến Atlético Mineiro vào ngày 4 tháng 6 năm 2012 với hợp đồng 6 tháng, chỉ 4 ngày sau khi rời Flamengo. Anh mặc áo số 49 liên quan đến năm sinh của mẹ, vì số 10 thuộc về Guilherme trong mùa giải 2012

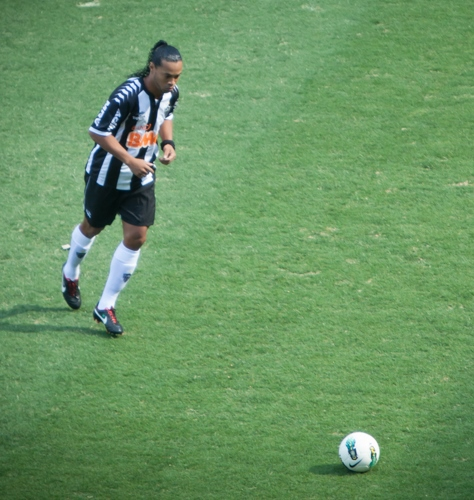
Ronaldinho chơi cho Atlético Mineiro vào năm 2012.

Ronaldinho ra mắt trong chiến thắng 1–0 trên sân Palmeiras ngày 9 tháng 6 năm 2012, và ghi bàn thắng đầu tiên vào ngày 23 tháng 6 trước Náutico từ chấm phạt đền. Ronaldinho giúp Atlético Mineiro có mùa giải 2012 tốt đẹp, khi đưa câu lạc bộ về nhì tại Brasileirão 2012 và đủ điều kiện tham dự Copa Libertadores 2013. Ronaldinho đã giành giải thưởng Bola de Ouro và được chọn là cầu thủ xuất sắc nhất giải đấu
Năm sau đó, Ronaldinho giúp Atlético giành Campeonato Mineiro và giúp đội đoạt chức vô địch Copa Libertadores đầu tiên. Ronaldinho đã ghi 4 bàn và kiến tạo 8 lần trong chiến dịch vô địch ấn tượng của Atlético Mineiro, trong đó bao gồm các màn lội ngược dòng liên tiếp từ thất bại 0–2 ở lượt đi trong trận bán kết trước Newell's Old Boys và trận chung kết với Olimpia của Paraguay. Cả 2 được phân định sau loạt sút luân lưu. Mặc dù đã qua 6 năm, nhưng màn trình diễn của Ronaldinho đã giúp anh được bầu chọn là Cầu thủ xuất sắc nhất Bóng đá Nam Mỹ năm 2013.
Tại FIFA Club World Cup 2013 ở Morocco vào tháng 12, Atlético thua 3–1 trước Raja Casablanca trong trận bán kết, Ronaldinho ghi bàn từ quả đá phạt trực tiếp. Khi tiếng còi mãn cuộc vang lên, đội Raja Casablanca lao đến thần tượng thời thơ ấu của họ và cởi bỏ quần lót của anh ta để tìm quà lưu niệm. Anh gia hạn hợp đồng với Atlético vào tháng 1 năm 2014. Sau khi vô địch Recopa Sudamericana 2014, Ronaldinho rời câu lạc bộ vào tháng 7 khi đạt được thỏa thuận hủy bỏ hợp đồng với sự đồng ý của cả 2 bên

### Querétaro
Ronaldinho quyết định chuyển sang Mexico thi đấu cho Querétaro theo hợp đồng 2 năm vào ngày 5 tháng 9 năm 2014, việc Ronaldinho chuyển sang giải vô địch Mexico là bước đi khá bất ngờ bởi trước đó anh nhận được nhiều lời mời khắp thế giới, tại đây Ronaldinho cũng tiết lộ sẽ mặc áo số 49 quen thuộc. Ngay trong trận ra mắt gặp đối thủ Tigres UANL, Ronaldinho đã đá hỏng phạt đền, khiến đội bóng chịu thúc thủ 0-1 ngay trên sân nhà. Tuy nhiên trong trận đấu tiếp theo, Ronaldinho kiến tạo cho Camilo Sanvezzo ghi bàn cũng như tự mình ghi bàn thắng từ chấm phạt đền trong chiến thắng 4–1 trước Guadalajara, anh cũng ghi bàn đá phạt vào lưới Atlas trên sân khách. Ronaldinho tự ý vắng mặt trước giai đoạn lượt về của mùa giải mà không có bất cứ báo cáo nào với lãnh đạo cũng như huấn luyện viên của Querétaro.
Vào ngày 18 tháng 4 năm 2015, Ronaldinho ghi 2 bàn đội đương kim vô địch América trên sân khách Estadio Azteca, giúp đội thắng 4–0. Tất cả các khán giả, chủ yếu là người hâm mộ América đã dành sự hoan nghênh nhiệt liệt cho Ronaldinho sau 2 bàn thắng khiến anh xúc động. Đây là lần thứ 2 trong sự nghiệp, Ronaldinho nhận được sự hoan nghênh từ những người hâm mộ đối phương (sau khi người hâm mộ Madrid hoan nghênh màn trình diễn của anh trong màu áo Barcelona vào năm 2005), và sau trận đấu Ronaldinho đã nói trong một cuộc phỏng vấn "Đó là sự một cảm kích rất lớn. Tôi đã được chào đón nhiệt liệt ở Bernabéu và bây giờ là ở đây. Tôi chưa bao giờ tưởng tượng ra điều này. Đó là điều khiến tôi càng thích Mexico hơn và tôi cảm thấy như đang ở nhà"
Ronaldinho ghi 2 bàn phạt đền trong các trận đấu liên tiếp, bàn thứ 2 giúp Querétaro lọt vào vòng loại trực tiếp Liga MX. Vào ngày 17 tháng 5 năm 2015, Querétaro tiến vào bán kết sau khi đánh bại Veracruz với tổng tỷ số 4–3. Trong trận lượt về, Ronaldinho thực hiện quả đá phạt trực tiếp, bất ngờ xảy ra khi thủ môn của Veracruz chạm tay vào bóng nhưng vẫn để lọt qua và chịu bàn thua. Querétaro tiến vào trận chung kết sau khi đánh bại Pachuca với tỷ số chung cuộc 2–2. Trong trận chung kết với Santos Laguna, Querétaro thua trận lượt đi 0–5 và sau đó thắng trận lượt về 3–0 nhưng thua chung cuộc 3–5. Vào tháng 6 năm 2015, Ronaldinho khi đó 35 tuổi, tuyên bố rời câu lạc bộ và gửi lời cảm ơn đến người dân Mexico và những người hâm mộ Querétaro: "Tôi cảm ơn tất cả các cổ động viên. Đặc biệt là những người bạn Arturo Villanueva, Mario Chicks, người không biết mệt mỏi Sarah Vergara, những người đã giúp tôi rất nhiều từ khi đến đây cho đến tối hôm nay, khi tôi ký vào quyết định ra đi. Cảm ơn Nation Gallos Blancos (biệt danh của Querétaro), những người khiến tôi rất tự hào khi mặc chiếc áo và thi đấu cho đội bóng này... Tôi muốn cảm ơn tất cả người dân Mexico về những ngày đặc biệt tại đây. Các bạn sẽ ở trong trái tim tôi. Với các đồng đội, cảm ơn rất nhiều về những ngày làm việc, những khoảnh khắc, những tràng cười, những cuộc trò chuyện trong khách sạn. Tôi học được rất nhiều khi ở đây."

### Fluminense
Vào ngày 11 tháng 7 năm 2015, Ronaldinho tuyên bố trở lại Brazil và ký hợp đồng 18 tháng với Fluminense theo dạng chuyển nhượng tự do, trong buổi ra mắt trên sân Maracana ngày 19 tháng 7, hàng vạn cổ động viên đã có mặt trên khán đài để chào đón ngôi sao này. Trong màu áo Fluminense, Ronaldinho sẽ khoác áo số 10. Nhưng Ronaldinho đạt được thỏa thuận chấm dứt hợp đồng từ ngày 28 tháng 9. Trong hơn 2 tháng, Ronaldinho vào sân 9 trận nhưng không gây được ấn tượng gì. Vì lí do tuổi tác, anh không ghi được bàn nào hay chuyền dọn cỗ cho đồng đội, đồng thời từng bị khán giả la ó dữ dội trong trận đấu vào tháng 8. Theo Fluminense, cả 2 bên đã đồng ý chấm dứt giao kèo trước thời hạn: "Fluminense xin thông báo về việc kết thúc hợp đồng sớm với Ronaldinho trong sự vui vẻ và thoải mái giữa đôi bên. Kể từ lần đầu gặp gỡ, BLĐ lẫn Ronaldinho đều đối xử với nhau 1 cách chân thành và dành cho đôi bên sự tôn trọng tối đa. Cả hai sẽ tiếp tục duy trì mối quan hệ tốt đẹp vốn có và sẽ kết hợp với nhau cho các dự án trong tương lai".

### Futsal ở Ấn Độ
Vào tháng 7 năm 2016, Ronaldinho chơi cho Goa 5′s, một đội futsal tại bang Goa ở Ấn Độ, cùng Ryan Giggs, Paul Scholes, Míchel Salgado và Hernán Crespo cũng như cầu thủ futsal Falcão tại Premier Futsal League. Sau 2 trận đấu, anh rời Ấn Độ để trở thành đại sứ của Thế vận hội mùa hè 2016 tại Rio de Janeiro. Anh được thay thế bởi Cafu.
Từ tháng 9 đến đầu tháng 10 năm 2017, Ronaldinho gia nhập Delhi Dragons từ Delhi tại Giải Premier Futsal League. Anh ghi 16 bàn sau 8 trận

## Sự nghiệp quốc tế

### Đội trẻ
Năm 1997, Ronaldinho là thành viên của đội Brazil đầu tiên giành chức vô địch FIFA U-17 thế giới tổ chức tại Ai Cập, trong đó bàn thắng đầu tiên của anh là quả phạt đền vào lưới Áo trong trận ra quân khi Brazil thắng 7–0. Ronaldinho ghi 2 bàn nhận giải Quả bóng đồng khi Brazil ghi tổng cộng 21 bàn thắng trong khi chỉ để lọt lưới 2 bàn.
Năm 1999 là năm bận rộn đối với Ronaldinho trên phương diện thi đấu quốc tế. Lần đầu tiên anh xuất hiện ở giải vô địch trẻ Nam Mỹ, nơi anh ấy ghi 3 bàn trong 9 lần ra sân và giúp đội U20 đạt vị trí thứ 3. Sau đó, anh tham gia Giải vô địch trẻ thế giới FIFA ở Nigeria, ghi bàn thắng đầu tiên trong trận đấu cuối cùng vòng bảng của Brazil. Ở vòng 16, anh ghi 2 bàn trong hiệp một trong chiến thắng 4–0 trước Croatia, và kết thúc giải với 3 bàn khi Brazil bị Uruguay loại ở tứ kết.

### Thành công sớm
Vào ngày 26 tháng 6, 3 ngày trước khi bắt đầu Copa América 1999, anh có lần đầu khoác áo đội tuyển Brazil trong chiến thắng 3–0 trước Latvia, anh ghi 1 bàn trong chiến dịch Copa América của Brazil. Một tuần sau khi Copa América kết thúc, anh được triệu tập cho FIFA Confederations Cup 1999, trong đó anh ghi bàn trong mọi trận đấu trừ trận chung kết, bao gồm cả một cú hat-trick trong chiến thắng 8–2 với Ả Rập Xê Út tại bán kết. Trong trận chung kết, Brazil thua Mexico 4–3. Ronaldinho giành giải Quả bóng vàng cho cầu thủ xuất sắc nhất giải đấu cũng như Chiếc giày vàng cho vua phá lưới.
Năm 2000, Ronaldinho tham gia Thế vận hội Mùa hè ở Sydney, Úc cùng đội tuyển U23. Đầu năm đó, Ronaldinho dẫn dắt Brazil giành chức vô địch vòng loại bóng đá nam Thế vận hội Mùa hè 2000 khu vực Nam Mỹ khi ghi 9 bàn trong 7 trận đấu. Tuy nhiên, tại Thế vận hội, Brazil bị loại ở tứ kết bởi Cameroon sau 120 phút, đội sau đó giành huy chương vàng. Ronaldinho xuất hiện 4 lần và chỉ ghi được 1 bàn thắng trong trận thua 1–2 ở tứ kết trước Cameroon.

### Vinh quang World Cup 2002
Ronaldinho tham dự World Cup đầu tiên vào năm 2002, như một phần của mũi đinh 3 đáng gờm cùng với Ronaldo và Rivaldo được mệnh danh là 3R, những người cũng có mặt trong đội vô địch Copa América 1999. World Cup được tổ chức tại Hàn Quốc và Nhật Bản, Ronaldinho ra sân 5 trận đấu cả giải và ghi 2 bàn, cũng như đóng góp 3 pha kiến tạo. Ronaldinho ghi bàn thắng đầu tiên trong trận đấu vòng bảng khi Brazil thắng 4–0 trước Trung Quốc.
Ở trận tứ kết giữa Anh và Brazil, Ronaldinho đã khiến cả thế giới phải trầm trồ thán phục với cú đá phạt gỡ hòa 1-1 siêu đẳng biến thủ thành lão luyện David Seaman trở thành gã hề, sau đó lội ngược dòng thắng 2-1. Ronaldinho vắng mặt tại bán kết do tấm thẻ đỏ trước đó, nhưng trở lại trong trận chung kết khi Brazil hạ Đức 2-0 và lên ngôi vô địch lần thứ 5.

### Danh hiệu FIFA Confederations Cup 2005
Giải đấu quốc tế tiếp theo của Ronaldinho là Cúp Liên đoàn các châu lục 2003, trong đó anh không ghi bàn nào khi Brazil bị loại ở vòng bảng. Năm sau, anh bị loại khỏi đội tuyển Brazil tại Copa América 2004, khi huấn luyện viên Carlos Alberto Parreira quyết định cho các ngôi sao nghỉ ngơi và chủ yếu sử dụng đội hình dự bị. Sau đà sa sút vào 1999 và 2003, Ronaldinho là đội trưởng Brazil dẫn dắt đội bóng đến chức vô địch Confederations Cup lần thứ 2 vào năm 2005. Anh đã thực hiện thành công quả phạt đền trong chiến thắng 3–2 tại bán kết trước chủ nhà Đức và trở thành cầu thủ cầu thủ xuất sắc nhất trận trong chiến thắng 4–1 trước đối thủ không đội trời chung Argentina trong trận chung kết vào ngày 29 tháng 6.

### World Cup 2006

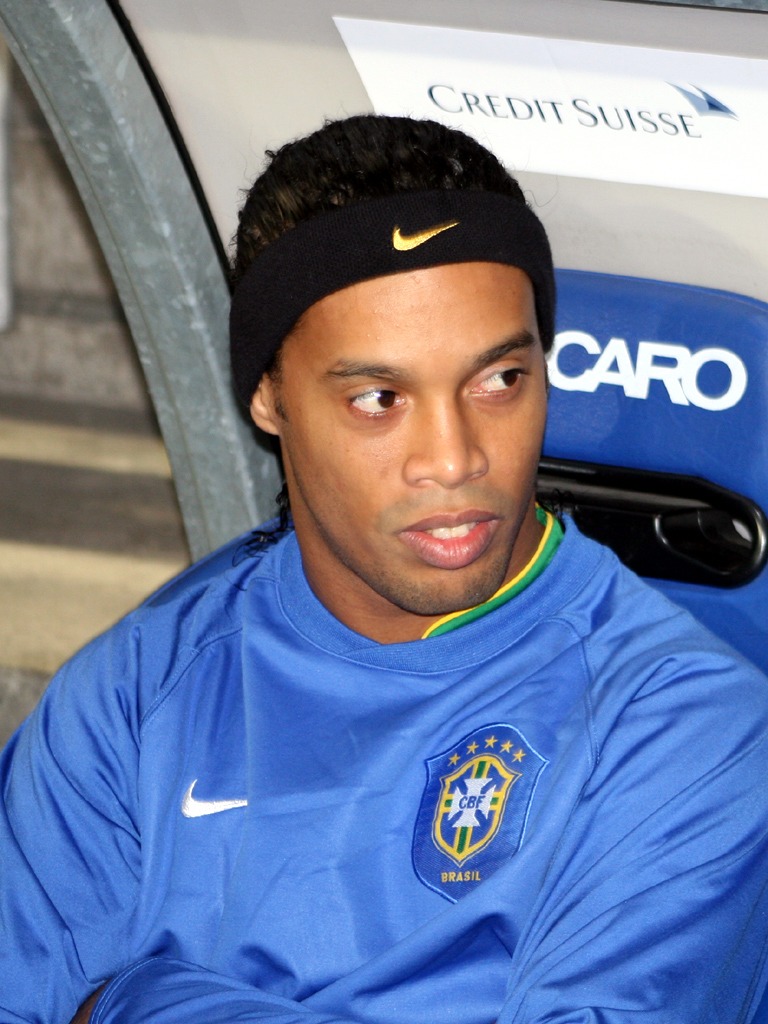
Ronaldinho năm 2006

Tại World Cup 2006, Ronaldinho là một phần của "bộ tứ ma thuật" của Brazil cùng với Adriano, Ronaldo và Kaká, tuy nhiên World Cup 2006 là giải đấu thất vọng nhất trong sự nghiệp quốc tế của Ronaldinho, khi anh chỉ có 1 kiến tạo cho Gilberto trong chiến thắng 4–1 vòng bảng trước Nhật Bản. Brazil bị loại ở tứ kết World Cup 2006 sau trận thua Pháp 0-1.  Đội bóng đã bị chỉ trích gay gắt bởi người hâm mộ và giới truyền thông Brazil sau chuyến về nước. Vào ngày 3 tháng 7, 2 ngày sau khi Brazil bị loại, những kẻ phá hoại đã thiêu rụi và phá hủy bức tượng Ronaldinho bằng sợi thủy tinh và cao 7,5m ở Chapecó. Bức tượng được dựng lên vào năm 2004 để kỷ niệm danh hiệu Cầu thủ xuất sắc nhất thế giới đầu tiên của anh. Cùng ngày, Ronaldinho cùng với Adriano trở lại thành phố Barcelona và tổ chức một bữa tiệc tại nhà riêng, được tiếp tục vào sáng sớm tại một hộp đêm. Điều này làm trầm trọng thêm cảm xúc thất vọng của nhiều cổ động viên Brazil, những người tin rằng họ đã bị phản bội bởi sự thiếu nỗ lực của đội bóng. World Cup 2006 giờ đây được coi là bước ngoặt trong sự nghiệp của Ronaldinho, khi thời gian thi đấu đỉnh cao của anh đã gần hết.

### Olympic Bắc Kinh 2008

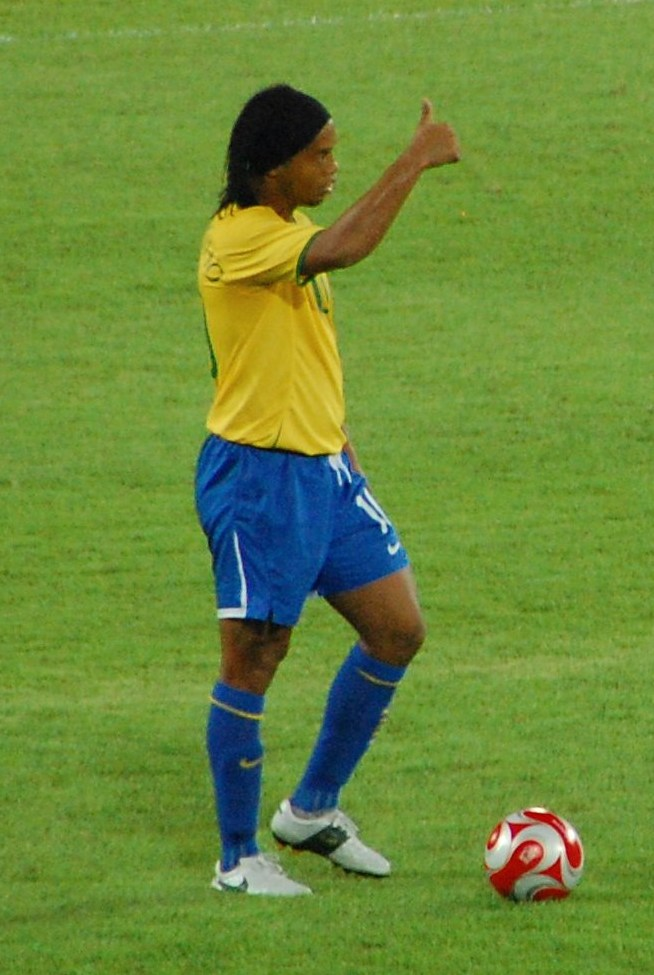
Ronaldinho tại Olympic Bắc Kinh 2008

Vào ngày 24 tháng 3 năm 2007, Ronaldinho ghi 2 bàn trong chiến thắng 4–0 trước Chile, đánh dấu bàn thắng đầu tiên kể từ trận chung kết Cúp Liên đoàn các châu lục 2005 và qua đó chấm dứt chuỗi trận không ghi bàn kéo dài gần 2 năm trong màu áo quốc gia. Anh đã không được triệu tập cho Copa América 2007, Vào ngày 18 tháng 10, anh ngồi dự bị cho Barcelona sau khi trở về Tây Ban Nha muộn sau chiến thắng giao hữu 5–0 của Brazil trước Ecuador. Anh và một số cầu thủ Brazil đã ăn mừng chiến thắng bằng cách tiệc tùng thâu đêm tại một hộp đêm sang trọng ở Rio de Janeiro. Ronaldinho rời đi lúc 11 giờ sáng hôm sau, được cho là trong cốp ô tô để tránh giới truyền thông.
Vào ngày 7 tháng 7 năm 2008, Ronaldinho được điền tên vào đội hình Brazil dự Thế vận hội Mùa hè 2008 với tư cách là một trong những cầu thủ quá tuổi. Ban đầu Barcelona đã từ chối vì cam kết dự Champions League sắp tới với câu lạc bộ, nhưng quyết định sau đó đã bị vô hiệu sau khi Ronaldinho chuyển đến AC Milan, đội cho phép anh thực hiện chuyến đi đến Bắc Kinh, Trung Quốc. Ronaldinho là đội trưởng và ghi 2 bàn thắng duy nhất trong chiến thắng 5–0 trước New Zeeland trước khi Brazil bị Argentina đánh bại trong trận bán kết. Brazil kết thúc Olympic sau khi đánh bại Bỉ 3–0 trong trận tranh huy chương đồng.

### Vắng mặt tại World Cup 2010 và 2014
Mặc dù đã trở lại phong độ tốt và có mặt trong đội hình sơ bộ 30 người được đệ trình lên FIFA vào ngày 11 tháng 5 năm 2010, anh không có tên trong danh sách cuối cùng của huấn luyện viên Dunga tham dự World Cup 2010 tại Nam Phi, có người ủng hộ có người thì không, nhưng đa số người Brazil vẫn bênh vực Ronaldinho trong đó có cả vua bóng đá Pelé và Romário. Các nhà phê bình cho rằng việc loại bỏ những cầu thủ như Ronaldinho, Alexandre Pato, Adriano và Ronaldo báo hiệu sự chuyển hướng khỏi lối chơi tấn công cổ điển "Joga Bonito" của Brazil. Bản thân Dunga lý giải "Nhiệm vụ của tôi là chỉnh đốn lại tuyển Brazil sau thất bại tại World Cup 2006. Tôi vì thế phải khép lại cửa vào đội tuyển với một số cầu thủ và tạo cơ hội cho một số người mới, những người có đam mê và dám hy sinh vì lợi ích của đội bóng. Tài năng và đẳng cấp của Ronaldinho là điều không ai phủ nhận, nhưng tôi có lý lẽ riêng trong các quyết định của mình". Brazil bị loại ngay sau vòng tứ kết World Cup 2010 sau trận thua Hà Lan 1-2.
Vào tháng 9 năm 2011, Ronaldinho trở lại đội tuyển dưới sự dẫn dắt của Mano Menezes trong trận giao hữu với Ghana, chơi trọn vẹn 90 phút trong chiến thắng 1–0 cho Brazil. Sau đó, anh đã có những màn trình diễn thuyết phục trong trận giao hữu với Argentina cùng tháng. Vào tháng 10, anh đã thể hiện tốt trước Mexico trong trận giao hữu, ghi bàn thắng từ quả đá phạt trực tiếp để gỡ hòa sau khi Dani Alves bị đuổi. Brazil tiếp tục giành chiến thắng trong trận đấu với bàn thắng của Marcelo.
Phong độ tốt của Ronaldinho tiếp tục trong năm 2013, và vào tháng 1, anh bất ngờ được huấn luyện viên Luiz Felipe Scolari gọi lên tuyển cho trận giao hữu với Anh diễn ra vào ngày 6 tháng 2 tại Sân vận động Wembley trong khuôn khổ lễ kỷ niệm 150 năm thành lập Liên đoàn bóng đá Anh (FA). Ronaldinho đá chính ở trận thứ 100 (kể cả những trận không chính thức), và có cơ hội ghi bàn từ chấm đá phạt, nhưng cú sút của anh đã bị Joe Hart cản phá. Brazil thua trận 1–2. Ronaldinho một lần nữa được gọi cho Seleção, làm đội trưởng trong trận giao hữu với Chile vào ngày 24 tháng 4 năm 2013. Tuy nhiên, Ronaldinho không được chọn tham dự Confederations Cup 2013 và cũng bị loại khỏi đội hình tham dự World Cup 2014 của Scolari.

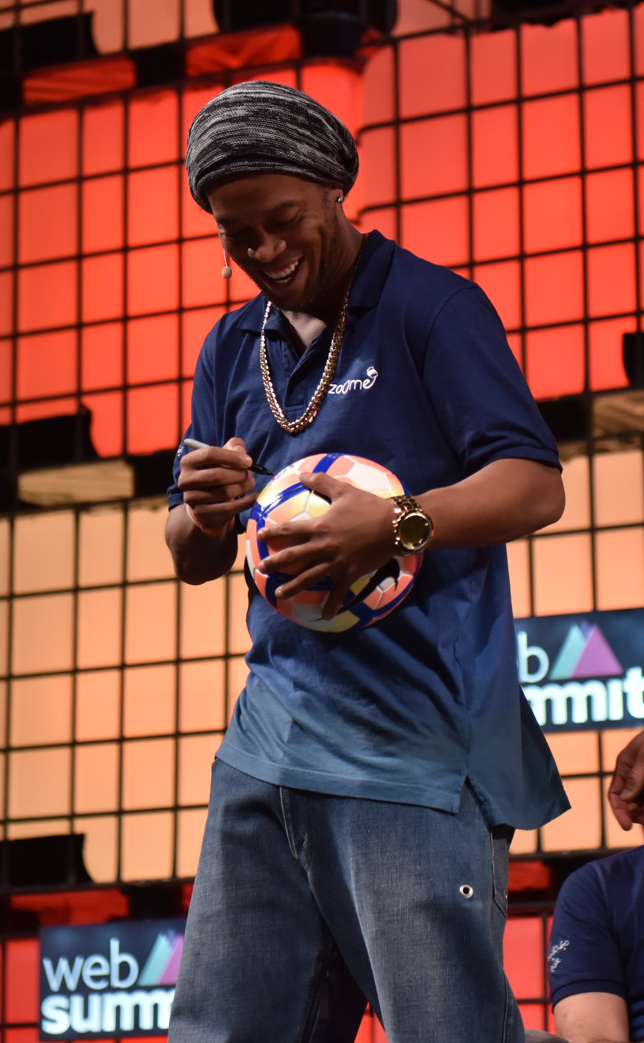
Ronaldinho chính thức tuyên bố giải nghệ vào năm 2018

## Giải nghệ
Thông tin Ronaldinho chia tay sự nghiệp do anh trai Ronaldo de Assist, người đồng thời là đại diện cung cấp cho UOL Esporte vào ngày 16 tháng 1 năm 2018. Ông cho biết: ''Ronaldinho không muốn tìm kiếm thêm cơ hội thi đấu chuyên nghiệp. Hiện nay chúng tôi chưa có ý định tổ chức trận đấu chia tay, nhưng tôi chắc rằng sẽ làm điều đó sau World Cup 2018...Cậu ấy đã dừng lại, chúng tôi sẽ làm một cái gì đó thật lớn, đẹp sau World Cup ở Nga, dự kiến vào tháng 8. Chúng tôi sẽ làm một số sự kiện ở Brazil, Châu Âu và Châu Á và dĩ nhiên sẽ xem xét tổ chức một trận đấu với tuyển Brazil''. Anh giải nghệ với tư cách là 1 trong 8 cầu thủ đã giành được World Cup, Champions League và Quả bóng vàng (tính đến lúc đó).
Ronaldinho xuất hiện tại lễ bế mạc World Cup 2018 tại sân vận động Luzhniki ở Moscow vào ngày 15 tháng 7, biểu diễn một vài nhịp trống bên dàn vũ công Nga cho bài hát dân gian Nga "Kalinka" (do ca sĩ opera Aida Garifullina hát).

## Ngoài sân cỏ
Ronaldinho là một cầu thủ bóng đá đã từng đại diện cho nhiều thương hiệu lớn, bao gồm Nike, Pepsi, Coca-Cola, EA Sports và Danone.  Là một trong những cầu thủ được trả lương cao nhất thế giới, vào năm 2006, anh kiếm được hơn 19 triệu đô la từ các hợp đồng quảng cáo.  Sau khi hợp tác với Pepsi trong phần lớn sự nghiệp của mình và xuất hiện trong các quảng cáo với David Beckham, Thierry Henry và Lionel Messi, Ronaldinho đã ký hợp đồng với Coca-Cola vào năm 2011, nhưng hợp đồng này đã bị chấm dứt vào tháng 7 năm 2012 sau khi anh bị bắt gặp uống Pepsi trong một buổi họp báo.
Ronaldinho từng góp mặt trong loạt trò chơi điện tử FIFA của EA Sports, xuất hiện trên trang bìa của FIFA Football 2004, FIFA Street, FIFA 06, FIFA 07, FIFA Street 3, FIFA 08 và FIFA 09. Vào đầu sự nghiệp, Ronaldinho đã ký một hợp đồng kéo dài 10 năm với công ty đồ thể thao Nike (mang giày Nike Tiempo R10 được thiết kế riêng cho anh). Anh đã xuất hiện trong các quảng cáo của Nike, bao gồm quảng cáo "Giải đấu bí mật" năm 2002 (được đặt tên là "Scorpion KO") do Terry Gilliam đạo diễn. Quảng cáo Nike năm 2005 của anh, nơi anh được tặng một đôi giày mới và sau đó bắt đầu tân bóng, liên tục volley bóng vào xà ngang khung thành và lấy lại mà không chạm đất, đã lan truyền trên YouTube, trở thành video đầu tiên của trang web đạt được một triệu lượt xem. Một quảng cáo Nike năm 2010, "Viết tương lai" do Alejandro González Iñárritu đạo diễn, có cảnh Ronaldinho thực hiện một số động tác qua người, trở thành video lan truyền được tái hiện và chia sẻ hàng triệu lần.
Tượng sáp của Ronaldinho được trưng bày tại Madame Tussauds Hong Kong vào tháng 12 năm 2007. Ronaldinho đã có vai trò chính thức với UNICEF, Quỹ Nhi đồng Liên Hiệp Quốc, kể từ tháng 2 năm 2006. Năm 2011, anh được Chương trình Liên hợp quốc về HIV/AIDS mời tham gia để nâng cao nhận thức của giới trẻ về căn bệnh này và cách phòng tránh. Vào tháng 3 năm 2015, Ronaldinho là vận động viên thể thao được yêu thích thứ sáu trên Facebook, chỉ sau Cristiano Ronaldo, Messi, Beckham, Neymar và Kaká, với 31 triệu người hâm mộ trên Facebook. Ronaldinho cũng có hơn 50 triệu người theo dõi trên Instagram.
Vào ngày 2 tháng 2 năm 2017, Barcelona tuyên bố Ronaldinho đã ký hợp đồng 10 năm để trở thành đại sứ của câu lạc bộ tại các sự kiện của đội bóng. Vào ngày 6 tháng 7 năm 2018, Ronaldinho tuyên bố hợp tác với công ty World Soccer Coin (WSC) để phát triển một loại tiền điện tử mới, Ronaldinho Soccer Coin, với WSC tuyên bố lợi nhuận từ đồng tiền này sẽ được sử dụng cho các dự án bóng đá như "Sân vận động kỹ thuật số Ronaldinho."
Vào ngày 29 tháng 10 năm 2020, Ronaldinho đưa ra tuyên bố liên quan đến xung đột Nagorno-Karabakh và Azerbaijan. Anh bày tỏ tình đoàn kết với người dân Azerbaijan. Cuối tháng 7 năm 2021, anh đến Beirut, Lebanon, để đặt vòng hoa tưởng nhớ các nạn nhân của vụ nổ cảng.
Vào ngày 28/01/2024, Ronaldinho xuất hiện tại buổi họp báo được tổ chức tại Telemundo Center, thành phố Miami, Florida, Hoa Kỳ để công bố việc hợp tác với OKVIP, một công ty giải trí trực tuyến hoạt động chủ yếu tại các thị trường ở Châu Á. Theo đó, anh sẽ trở thành đại sứ của thương hiệu này trong thời hạn 2 năm 2024 – 2025.

### Ronaldinho Gaúcho (Truyện tranh)
Ronaldinho Gaúcho là một bộ truyện tranh về người nổi tiếng Brazil của họa sĩ Mauricio de Sousa, được phân phối bởi Atlantic Syndication. Truyện tranh này kể về phiên bản thời thơ ấu hư cấu của Ronaldinho. Bộ truyện được sáng tác vào năm 2006, thời điểm World Cup 2006 diễn ra tại Đức. Nó kéo dài cho đến năm 2015.
Bộ truyện tranh này được chuyển thể thành loạt phim hoạt hình truyền hình mang tên "Đội bóng của Ronaldinho Gaúcho", do xưởng phim hoạt hình Ý GIG Italy Entertainment sản xuất, hợp tác với MSP (Mauricio de Sousa Produções).
Năm 2014, do World Cup diễn ra tại Brazil, loạt phim hoạt hình ngắn Ronaldinho Gaúcho được kênh dành cho trẻ em trả phí là Gloob mua lại. Cùng thời điểm đó, kênh Discovery Kids chiếu loạt phim "Pelezinho trên hành tinh Bóng đá". Loạt phim "Neymar Jr." của kênh Nickelodeon cũng được ra mắt, thường được quảng cáo trong giờ nghỉ quảng cáo của Discovery Kids.

### Rắc rối pháp lý
Tháng 7 năm 2019, 57 tài sản thuộc sở hữu của Ronaldinho cùng hộ chiếu Brazil và Tây Ban Nha của anh đã bị tịch thu do trốn thuế. Cuối cùng, thẩm phán quyết định giảm tiền phạt từ 8,5 triệu R xuống 6 triệu R vì xây dựng một sàn câu cá trên sông Guaíba thuộc khu vực "di sản được bảo vệ". Ronaldinho và anh trai cuối cùng không thể thanh toán tiền phạt trong thời gian quy định và hộ chiếu của họ bị đình chỉ.
Tháng 3 năm 2020, anh bị cảnh sát Paraguay thẩm vấn sau cáo buộc sử dụng hộ chiếu giả để nhập cảnh tham dự một sự kiện từ thiện và quảng bá sách. Ronaldinho và anh trai đều bị giam giữ tại Paraguay. Luật sư đại diện cho Ronaldinho và anh trai không thể giải thích tại sao họ sử dụng hộ chiếu giả để nhập cảnh, vì công dân Brazil không cần hộ chiếu để đến các quốc gia thành viên khối thương mại Mercosur. Trong thời gian ở tù, anh đã tham gia một giải futsal trong tù, nơi đội của anh giành chiến thắng. Họ thắng chung kết với tỷ số 11-2, với Ronaldinho ghi 5 bàn và kiến tạo 6 bàn còn lại. Anh ta cố gắng kháng cáo lệnh tạm giam nhưng bị yêu cầu ở lại Paraguay dưới hình thức quản thúc tại gia cùng anh trai. Vào ngày 24 tháng 8 năm 2020, Ronaldinho và anh trai được trả tự do khỏi nhà tù Paraguay sau khi thẩm phán chấp thuận thỏa thuận nhận tội với các khoản tiền phạt tương ứng là 90.000 USD và 110.000 USD cho hai anh em.

## Phong cách thi đấu
Ronaldinho sinh ra và lớn lên tại Brasil, một vùng đất được biết đến với phong cách thi đấu đầy kỹ thuật và tấn công đẹp mắt và Ronaldinho cũng không phải là ngoại lệ.

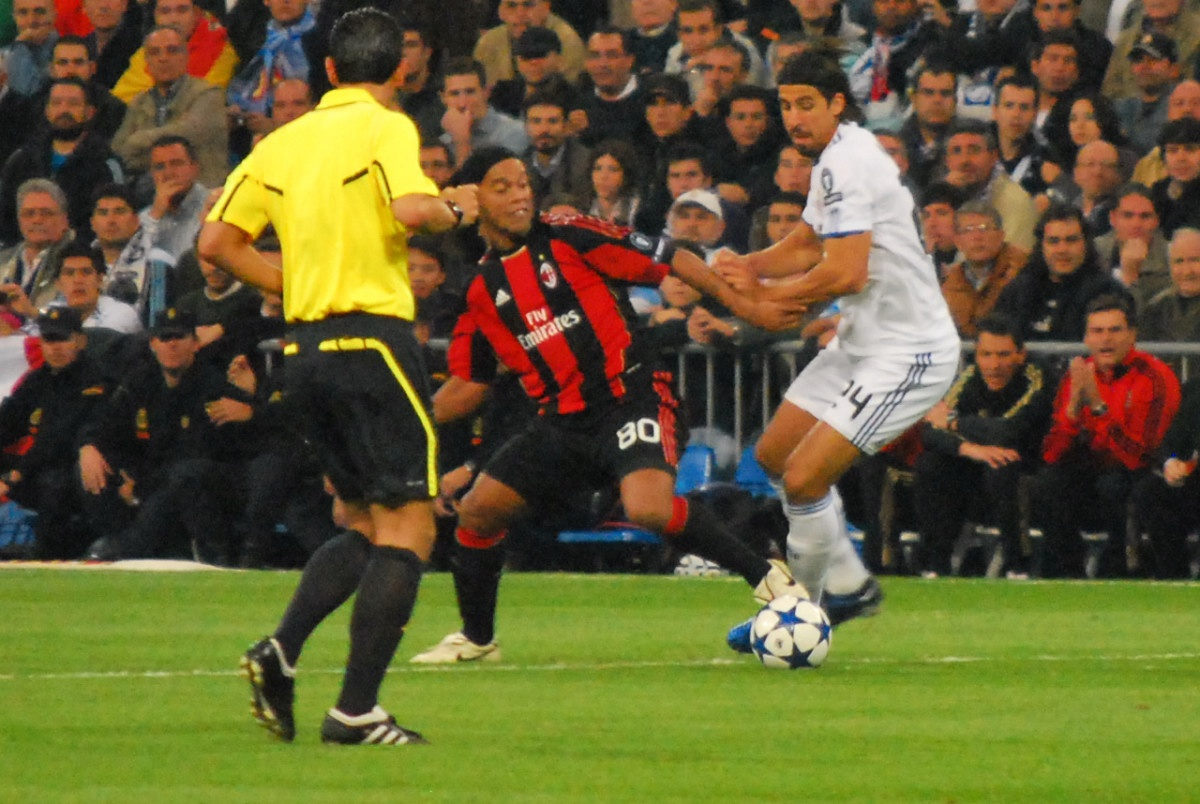
Ronaldinho được biết tới với lối đá kỹ thuật của mình.

Nhờ những năm tháng thi đấu Futsal trong những năm đầu thi đấu ở giải trẻ nên Ronaldinho có kỹ thuật rất tốt.  Anh thường được biết đến với lối chơi rất ngẫu hứng theo phong cách "Joga Bonito". Dù có rất nhiều kỹ thuật đẹp mắt và ấn tượng như tâng bóng qua đầu đối thủ, xâu kim, đảo bóng hay vượt qua hết hàng thủ đội bạn chỉ trong tích tắc nhưng nổi tiếng nhất vẫn là "Flip Flap", đây là một kỹ thuật rất khó vì phải có một bàn chân khéo léo và nhanh nhạy. Trong bóng đá, đây là kỹ thuật dùng để lừa bóng bằng cách đẩy bóng bằng má ngoài và bất ngờ đổi hướng bằng lòng trong. Nhưng Ronaldinho có biệt danh là "Ảo thuật gia" và anh đã khiến cả thế giới phải chao đảo với kỹ thuật đó.
Ngoài kỹ thuật điêu luyện thì Ronaldinho còn được biết đến với khả năng đá phạt rất tốt, anh đã có tổng cộng 66 bàn thắng từ chấm đá phạt trong sự nghiệp trong đó đặc biệt nhất phải kể đến pha đá phạt "lá vàng rơi" vào lưới Anh tại World Cup 2002.

## Danh hiệu

### Câu lạc bộ
Grêmio
- Copa Sul: 1999
- Campeonato Gaúcho: 1999

Barcelona
- La Liga: 2004-05, 2005-06
- Supercopa de España: 2005, 2006
- UEFA Champions League: 2005-06[90]

AC Milan
- Serie A: 2010-11

Flamengo
- Campeonato Carioca: 2011

Atlético Mineiro
- Campeonato Mineiro: 2013
- Copa Libertadores: 2013
- Recopa Sudamericana: 2014

### Quốc tế
U-17 Brazil
- Giải vô địch U-17 Nam Mỹ: 1997
- FIFA U-17 World Cup: 1997

U-23 Brazil
- Giải tiền Olympic của CONMEBOL: 2000
- Huy chương đồng Thế vận hội Mùa hè: 2008

Brazil
- Copa América: 1999
- FIFA World Cup: 2002
- FIFA Confederations Cup: 2005

### Cá nhân
- Vua phá lưới Campeonato Gaúcho: 1999
- Chiếc giày vàng FIFA Confederations Cup: 1999
- Quả bóng vàng FIFA Confederations Cup: 1999
- Đội hình xuất sắc nhất năm Nam Mỹ: 1999
- Đội hình All-Star FIFA World Cup: 2002
- Bàn thắng đẹp nhất Ligue 1: 2003
- FIFA 100: 125 cầu thủ vĩ đại nhất còn sống.
- Cầu thủ nước ngoài xuất sắc nhất La Liga (Don Balón): 2003-04, 2005-06
- Cầu thủ Mỹ La-tinh xuất sắc nhất La Liga (EFE Trophy): 2003-04
- Cầu thủ xuất sắc nhất năm của FIFA: 2004, 2005
- Đội hình xuất sắc nhất năm (UEFA): 2004, 2005, 2006
- Cầu xuất sắc nhất thế giới của World Soccer: 2004, 2005
- Tiền đạo xuất sắc nhất câu lạc bộ UEFA: 2004-05
- Quả bóng đồng FIFA Confederations Cup: 2005
- Quả bóng vàng châu Âu: 2005[91]
- Onze Vàng: 2005
- Cầu thủ xuất sắc nhất thế giới của FIFPRO: 2005, 2006
- Đội hình xuất sắc nhất năm của FIFPRO: 2005, 2006, 2007
- Vua kiến tạo Champions League: 2005-06
- Quả bóng đồng FIFA Club World Cup: 2006
- Cầu thủ xuất sắc nhất năm của FIFA giải đồng: 2006
- Bàn chân vàng: 2009
- Vua kiến tạo Serie A: 2009-10
- Đội hình Campeonato Brasileiro Série A xuất sắc nhất năm: 2011, 2012
- Cầu thủ được yêu thích nhất Campeonato Brasileiro Série A: 2012
- Vua kiến tạo Campeonato Brasileiro Série A: 2012
- Bola de Ouro: 2012
- Vua kiến tạo Copa Libertadores: 2012, 2013
- Vua phá lưới FIFA Club World Cup: 2013
- Cầu thủ xuất sắc nhất Nam Mỹ: 2013